# Fanny Riaboff
Fanny Riaboff (ur. 12 lipca 1978) – francuska judoczka. Zajęła siódme miejsce na mistrzostwach świata w 2005. Pierwsza w drużynie w 2006. Startowała w Pucharze Świata w latach 1998–2000, 2002, 2003 i 2005-2007. Piąta na mistrzostwach Europy w 2005 i złota medalistka w drużynie w 1998. Brązowa medalistka igrzysk środziemnomorskich w 2001 i 2005, a także akademickich MŚ w 1998. Wygrała igrzyska frankofońskie w 2001 roku. Mistrzyni Francji w 2001, 2002 i 2007 roku.